# Francesco Antonio Picchiatti

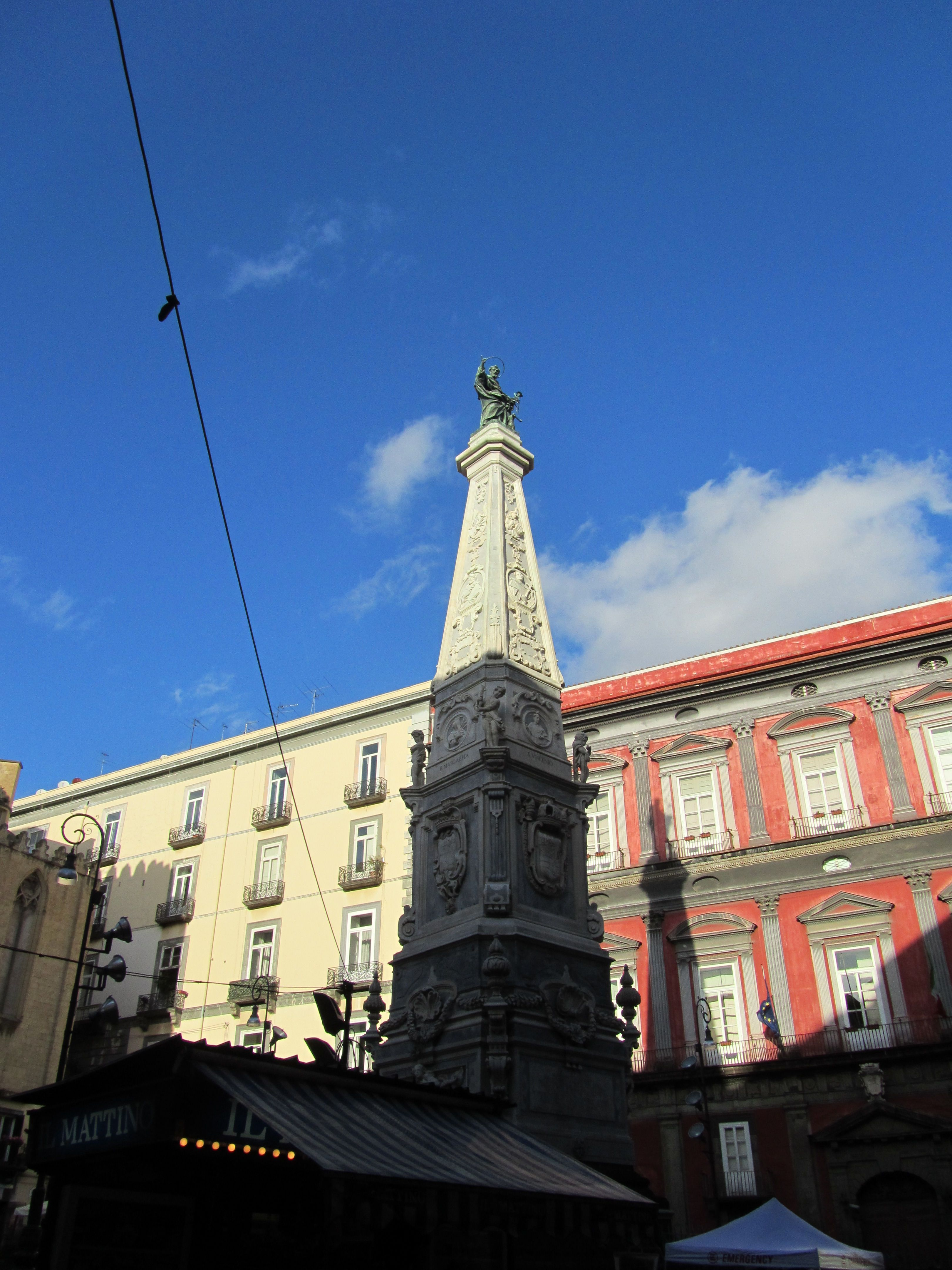
L'obelisco di San Domenico a Napoli è una delle sue maggiori opere

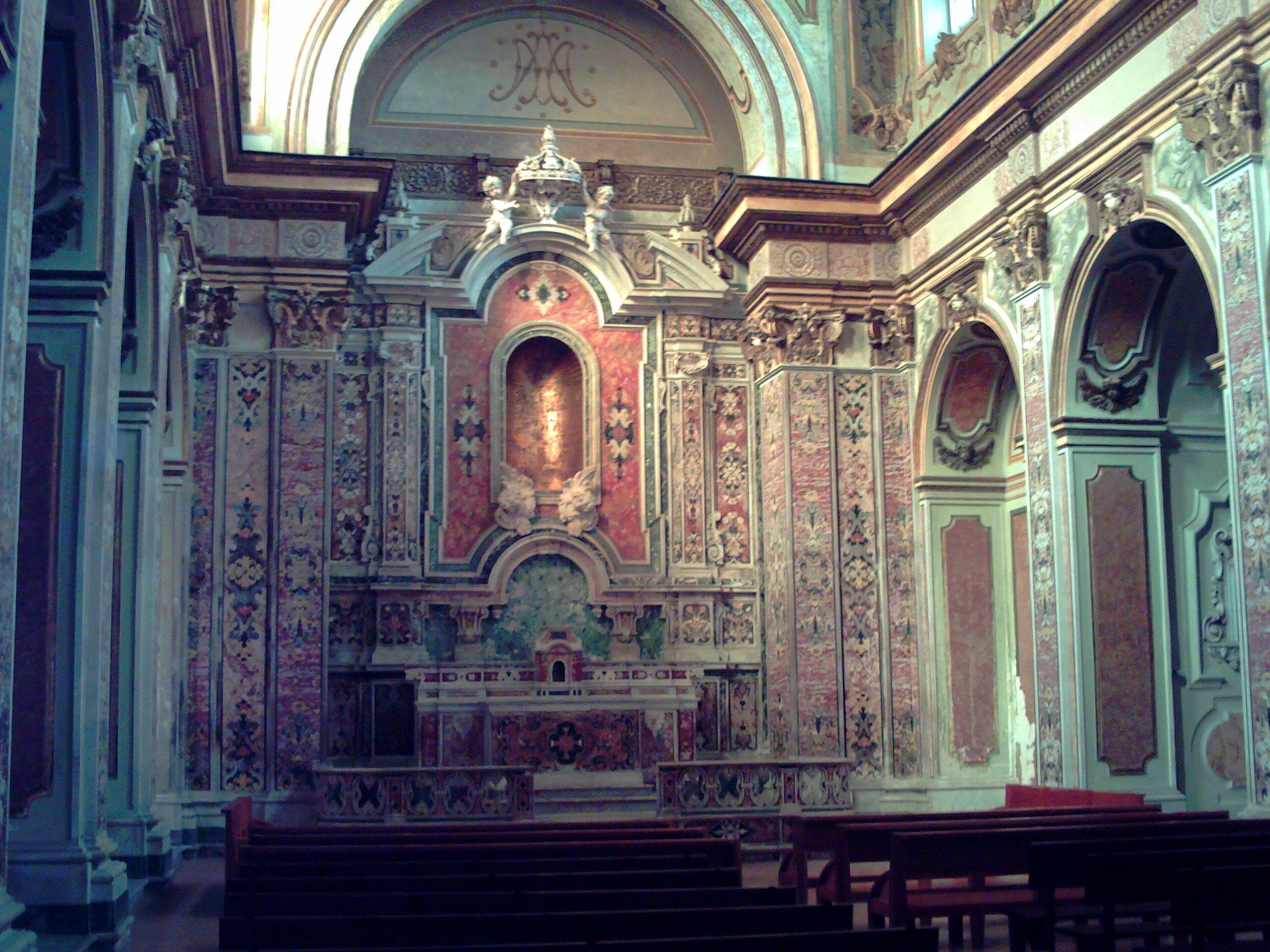
Decorazione della Croce di Lucca

Francesco Antonio Picchiatti (Napoli, 10 gennaio 1617 – Napoli, 28 agosto 1694) è stato un architetto, ingegnere e archeologo italiano.

## Biografia
Figlio dell'architetto ferrarese Bartolomeo Picchiatti con il quale lavorerà fino alla morte di quest'ultimo nel 1643, la sua attività è registrata anche come antiquario e archeologo godendo della stima del viceré Gaspar Méndez de Haro, marchese del Carpio. Per il viceré tra il 1683 e il 1687 gira l'Italia in cerca di antichità e lo studio di esse. La raccolta venne ospitata nella casa del Picchiatti dopo la morte del viceré e successivamente trasferita nel Museo dei Grassi che venne visitato nel 1744 dall'architetto Nicola Carletti nel quale considera pregiatissimi i disegni del Picchiatti sui reperti architettonici scoperti nella Porta Cumana e negli scavi di costruzione della guglia di San Domenico nel quale ha rinvenuto i resti di un muro di cinta della città vecchia.
La sua attività principale, l'architettura appunto, è molto variegata e comprende numerosi interventi di edificazione ex novo di edifici sacri e/o civili, restauri di essi, realizzazione di fontane e guglie e opere ingegneristiche. Nel 1644, quando acquisisce autonomia lavorativa dopo la morte del padre, viene associato con l'ingegnere regio Onofrio Antonio Gisolfi nel completamento della Cappella di Palazzo Reale e dello scalone d'onore, l'anno successivo è impegnato nell'innalzamento di due piani del convento di Complesso di Sant'Antonio delle Monache a Port'Alba e dal 1647 è impegnato nell'ampliamento di San Gregorio Armeno e contemporaneamente è attivo alla chiesa e al Chiostro di Sant'Agostino alla Zecca.
Dal 1643 dirige e progetta la chiesa della Croce di Lucca e terminerà e dirigerà, fino alla sua morte, a più riprese l'apparato di stucco per gli interni e dell'altare realizzato da Pietro Sanbarberio. Completerà un'altra fabbrica lasciata incompleta dal padre il Palazzo del Monte dei Vergognosi. All'attività di architetto s'incrocia con quella d'ingegnere regio sostituendo l'operato architettonico e ingegneristico di Pietro De Marino nel quale lavorerà nel restauro della Chiesa di San Pietro Martire che modificherà anche i disegni di Natale Longo per il campanile. Nella Chiesa di Santa Maria di Monteverginella eseguirà interventi di ridecorazione delle cappelle e la realizzazione di un nuovo altare, il tutto sarà cancellato dal Vaccaro e dal Genovese nel XIX secolo, dopo la peste sostituirà nuovamente il De Marino nella costruzione della Chiesa di Santa Maria del Pianto, l'attività è registrata a San Sebastiano (complesso scomparso nel 1939) nel quale nei documenti commenta di un intervento consolidamento strutturale a causa di dissesti murari.
Nei Miracoli realizzerà la chiesa di Santa Maria dei Miracoli nel quale si accostano lavori del Fanzago e di Domenico Tango, il presbiterio è stato progettato da Giovan Domenico Vinaccia e realizzato da Bartolomeo e Pietro Ghetti, tra il 1660 e il 1680 la sua attività è incrementata per il completamento del complesso di Pio Monte della Misericordia, iniziato nel 1658, la Chiesa del Divino Amore con il vicino chiostro adeguato nell'area di Palazzo Villani. Realizzerà anche il catafalco reale nel 1666 per la morte di Filippo IV di Spagna avvenuta nel 1665, l'opera era decorata da dipinti di Luca Giordano e Micco Spadaro.
Si occuperà del completamento della Chiesa di Santa Maria Regina Coeli. Il suo intervento del 1680 è al complesso di San Domenico nel quale realizza un restauro dei chiostri. Mentre la sua ultima opere architettonica sarà la Chiesa di San Giovanni Battista delle Monache (ultimata da Giovan Battista Nauclerio, suo allievo). A metà del secolo sostituirà due volte Bonaventura Presti per incompetenze nella realizzazione della darsena e nel Chiostro di San Domenico Soriano. Inoltre realizzò la guglia di San Domenico, dirimpetto all'abside dell'omonima chiesa. Come il Presti, Picchiatti lavora nell'ammodermanto della Chiesa della Santissima Annunziata ad Aversa.

## Curiosità
- Il Picchiatti abitava al Pallonetto di Santa Lucia a Pizzofalcone.
- L'abitazione dell'architetto era ritenuta una Wunderkammer, infatti erano conservati un medagliere di ventimila pezzi di monete antiche, circa seimila pietre incise, raccolta di targhe marmoree e sculture di ogni genere e trecento statuette in bronzo, strumenti di utilità domestica di epoca antica, armi antiche e inoltre vi era una raccolta di disegni eseguiti da pittori illustri, quadretti e una biblioteca con 1200 testi.[2]

## Opere principali
Lavorò principalmente a Napoli e realizzò numerose opere in città tra cui:
- l'obelisco in Piazza San Domenico Maggiore;
- la Chiesa di San Giovanni Battista delle Monache;
- il Pio Monte della Misericordia;
- lo scalone d'onore nel Palazzo Reale;
- la decorazione interna della chiesa della Croce di Lucca;
- chiostro della Basilica di Sant'Agostino alla Zecca (realizzato insieme al padre);
- la Chiesa di Santa Maria dei Miracoli;
- la Chiesa di Santa Maria del Pianto a Napoli;
- il portale ornato della Chiesa di Santa Caterina a Formiello;
- a Capri realizzò la Chiesa di Santo Stefano.